# Ptichodis agrapta
Ptichodis agrapta là một loài bướm đêm trong họ Erebidae.